# 内蒙野丁香
内蒙野丁香（学名：Leptodermis ordosica）为茜草科野丁香属下的一个种。

## 扩展阅读
- 維基物種上的相關：内蒙野丁香